# Franz von Oppersdorff (Oberglogau)
Reichsgraf Franz Joachim Wenzel von Oppersdorff, Freiherr auf Aich und Friedstein (* 29. September 1778 in Kopetzen bei Prostiboř, Böhmen; † 21. Januar 1818 in Berlin) war ein schlesischer Adliger und Herr der Ortschaft Oberglogau.

## Leben

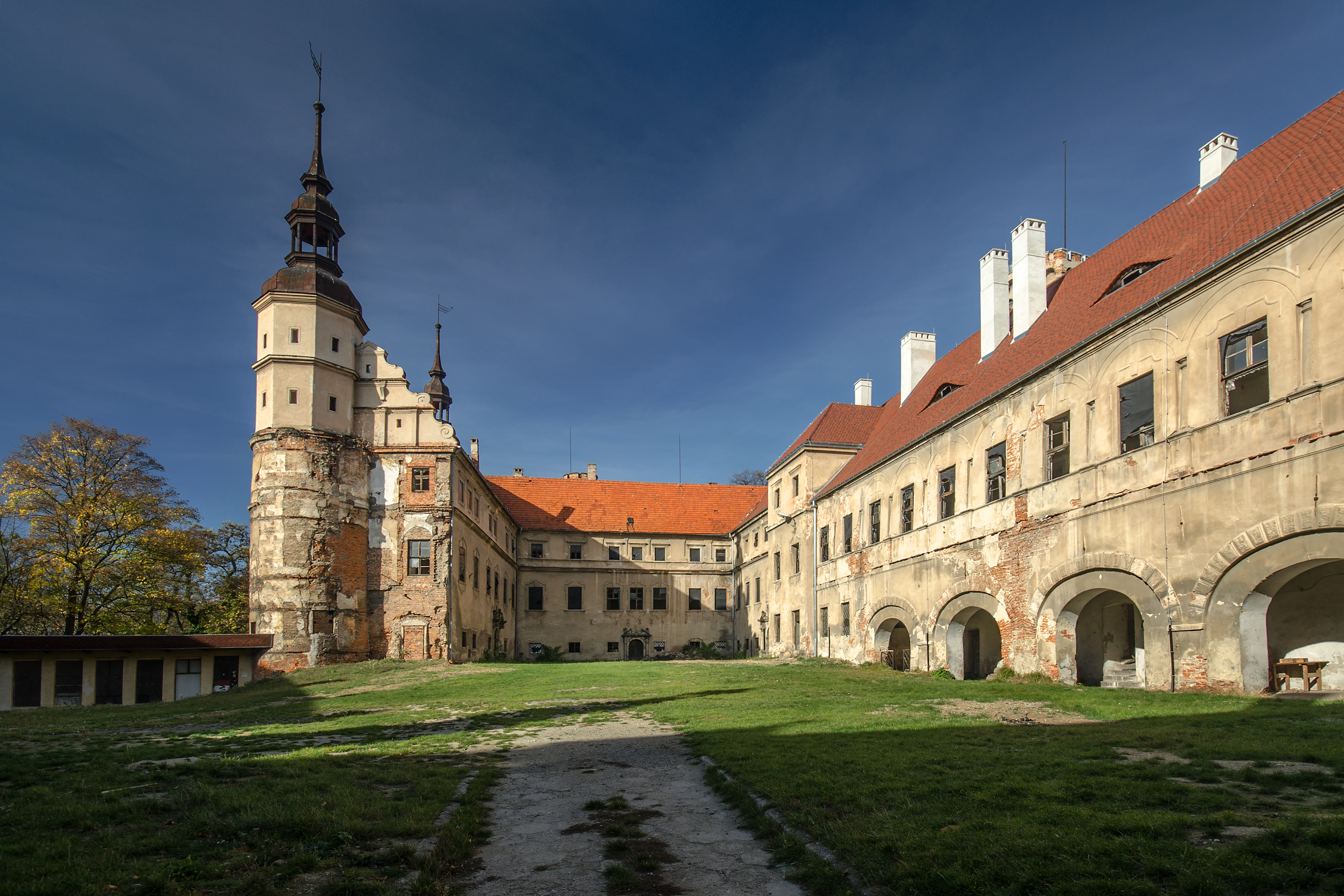
Schloss Oberglogau, Oberschlesien

Oppersdorff war ein Sohn aus der Ehe des Grafen Franz Philipp von Oppersdorff (* 9. Februar 1750 in Schnedowitz; † 27. November 1831 in Oberglogau) mit Anna Maria Freiin Schirndinger von Schirnding (* 28. November 1747 in Schönwald, † 12. Mai 1802 in Oberglogau). Er selbst heiratete am 15. November 1789 Eleonora Freiin Skrbenský von Hříště (* 10. Oktober 1779 in Schönhof; † 6. Juli 1857 im Witwenschloss der Oppersdorffer in Schreibersdorf bei Oberglogau), eine Sternkreuzordensdame, mit der er überwiegend auf seinem Schloss in Oberglogau lebte. Auf dem Schloss unterhielt er auch ein eigenes Orchester.
Als sich Beethoven im Herbst 1806 in Grätz bei Troppau bei seinem Gönner Fürst Karl Lichnowsky aufhielt, unternahmen beide von dort einen Abstecher zu dem etwa 55 km entfernten Oberglogau. Oppersdorff beauftragte Beethoven daraufhin mit der Komposition der 4. Sinfonie und der 5. Sinfonie, Beethoven widmete ihm aber nur das erste der beiden Werke.
Oppersdorff war auch zugegen, als es im Herbst 1806 – oder zu einem späteren Zeitpunkt – in Grätz zu einem folgenschweren Zerwürfnis Beethovens mit Lichnowsky kam. Nachdem Beethoven sich geweigert hatte, vor französischen Soldaten zu spielen, griff Lichnowsky den Komponisten körperlich an, der sich daraufhin in seinem Zimmer verschanzte. Wie Ferdinand Ries berichtete, hatte Beethoven „den Stuhl schon aufgehoben, um ihn auf des Fürsten Kopf in seinem eigenen Hause zu zerbrechen, nachdem der Fürst die Zimmerthür, die B. nicht aufmachen wollte, zertreten hatte, wenn Oppersdorf ihm nicht in die Arme gefallen wäre“.
Es ist ein undatierter Brief Beethovens an Oppersdorff überliefert, der wahrscheinlich im März 1808 geschrieben wurde, kurz nach einem Besuch Oppersdorffs in Wien. Es geht darin um die Bezahlung der 5. Sinfonie, für die Beethoven eine Restforderung von 300 Gulden erhebt. Tatsächlich quittierte er Oppersdorff am 29. März 1808 den Empfang von 150 Gulden. Wie hoch die vereinbarte Gesamtsumme war, ist nicht bekannt. Am 1. November 1808 wandte er sich erneut an Oppersdorff und bat ihn um Verständnis, dass er ihm dieses Werk sowie die 6. Sinfonie nicht widmen könne. „Noth zwang mich die Sinfonie, die für sie geschrieben, und noch eine Andere dazu an Jemanden andern zu veraüßern [!] – seyn sie aber versichert, daß sie die jenige, welche für sie bestimmt ist, bald erhalten werden“. In Anspielung auf das Zerwürfnis mit Lichnowsky ergänzte er: „Meine Umstände bessern sich – ohne Leute dazu nöthig zu haben, welche ihre Freunde mit Flegeln Traktiren wollen“.

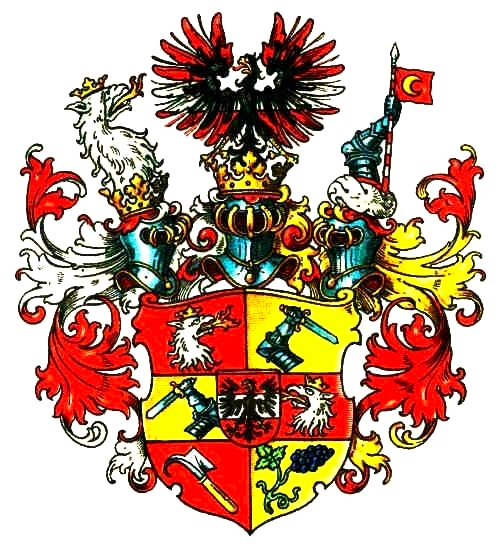
Wappen der Familie Oppersdorff

## Familie
Das Ehepaar Oppersdorff hatte zehn Kinder:
- Eduard von Oppersdorff (* 20. Oktober 1800 in Oberglogau; † 31. Januar 1889 ebenda). Er war ab 1829 in erster Ehe mit der Gräfin Caroline Sedlnitzky von Choltitz verheiratet, in zweiter Ehe mit Gräfin Julie Fanny Antoinette Karoline Henckel von Donnersmarck.
- Marianne Eleonore von Oppersdorff (* 3. September 1801 in Oberglogau).
- Mathilde Elise von Oppersdorff (* 5. Oktober 1802 in Oberglogau).
- Adelheid Ernestine Antonie von Oppersdorff (* 9. März 1804 in Oberglogau).
- Martin Franz Christian von Oppersdorff (* 3. April 1805; † 16. August 1805 in Oberglogau).
- Hugo von Oppersdorff (* 22. März 1808 in ?; † 5. August 1877 in Dobrau bei Klein Strehlitz).
- Else Josepha Eleonore von Oppersdorff (* 11. November; † 1809 in Oberglogau)
- Konstantin Georg von Oppersdorff (* 24. August 1811; † 15. Juni 1816 in Oberglogau)
- Alexander Martin von Oppersdorff (* 22. Dezember 1812 in Oberglogau)
- Eleonore von Oppersdorff (* 1814 in Oberglogau, verh. von Strachwitz)

Zahlreiche Familienmitglieder sind in der im 16. Jahrhundert erbauten Oppersdorff-Kapelle der Bartholomäuskirche in Oberglogau beigesetzt.